# クラフト (カー用品店)
株式会社クラフト（英: CRAFT Co., Ltd.）は、名古屋市中川区に本社を置くタイヤ・ホイール専門のカー用品店。コメ兵のグループ企業。

## 概要
1972年に愛知県十四山村（現 弥富市）で前身となるマルカタイヤが創業。1980年に株式会社クラフトに法人改組。
愛知県を中心に岐阜県・三重県・静岡県・神奈川県・埼玉県で店舗を展開している。
2012年1月17日、リサイクルショップ大手のコメ兵（本社:名古屋市）が全株式を取得し、同社の子会社となった。この為関東方面の店舗の看板においては「名古屋 クラフト」と表記しているものもある。

## 店舗
愛知県
- 中川店
- ナゴヤドーム西店
- 知立店
- 豊橋店
- 稲沢店
- 一宮店

岐阜県
- 大垣店
- 岐阜長良店
- 多治見店

三重県
- 四日市店
- 鈴鹿店

静岡県
- 浜松店

神奈川県
- 厚木店
- 相模原店

埼玉県
- 大宮バイパス店

## 沿革
- 1972年（昭和47年） - 愛知県海部郡十四山村でマルカタイヤ創業[1]。
- 1980年（昭和55年） - 法人改組し株式会社クラフト設立[1]。
- 1998年（平成10年） - 本社を中川店に移転[1]。
- 2012年（平成24年） - 株式会社コメ兵が全株式を取得、同社の子会社となる[1]。